# Peo Rask
Per Olov Peo Jonas Rask, född 19 april 1958 i Karlstad, är en svensk författare. Bosatt i Luleå. Han driver Black Island Books som gett ut över 150 titlar sedan starten 1992. För egen del har det blivit över 40 i olika genrer. Peo har under åren 2008–2023 skrivit för Norrländska Socialdemokratens kultursida. Om inget annat anges är böckerna utgivna på Black Island Books.

## Priser och utmärkelser
- Rubus arcticus 2002
- Féile Filiochta / International Poetry Competion 2004